# Acherontiini
Acherontiini este un trib ce conține specii de molii din familia Sphingidae.

## Taxonomie
- Genul Acherontia
- Genul Agrius
- Genul Callosphingia
- Genul Coelonia
- Genul Megacorma